# Medalistki mistrzostw Polski seniorów w biegu na 1500 metrów
Medalistki mistrzostw Polski seniorów w biegu na 1500 metrów – zdobywczynie medali seniorskich mistrzostw Polski w konkurencji biegu na 1500 metrów.
Bieg na 1500 metrów kobiet został rozegrany na mistrzostwach kraju po raz pierwszy na  mistrzostwach w 1968 r., które odbyły się w Zielonej Górze. Zwyciężyła Zofia Kołakowska z warszawskiej Spójni, która uzyskała czas 4:34,4.
Najwięcej medali mistrzostw Polski (czternaście) zdobyła Anna Jakubczak, a najwięcej złotych medali (dziesięć) Małgorzata Rydz.
Aktualny rekord mistrzostw Polski seniorów w biegu na 1500 metrów wynosi 4:06,96 i został ustanowiony przez Renatę Pliś podczas mistrzostw w 2012 w Bielsku-Białej.

## Medalistki
| NR – rekord kraju \| PB – rekord życiowy \| SB – najlepszy wynik w sezonie \| NL – najlepszy wynik w polskich tabelach w sezonie |

| Mistrzostwa              | 1. miejsce                                  | Rezultat   | 2. miejsce                                 | Rezultat   | 3. miejsce                                  | Rezultat   |
| 1922-1967                | nie rozgrywano                              |            |                                            |            |                                             |            |
| Zielona Góra 1968        | Zofia Kołakowska Spójnia Warszawa           | 4:34,4     | Elżbieta Skowrońska Spójnia Warszawa       | 4:46,0     | Jadwiga Kalinowska Spójnia Warszawa         | 4:46,0     |
| Kraków 1969              | Zofia Kołakowska Spójnia Warszawa           | 4:35,4     | Jadwiga Kalinowska Spójnia Warszawa        | 4:37,2     | Jadwiga Żuk Orzeł Międzyrzecz               | 4:38,2     |
| Warszawa 1970            | Danuta Wierzbowska Gwardia Olsztyn          | 4:25,6     | Krystyna Sładek Pogoń Ruda Śląska          | 4:26,5     | Zofia Kołakowska Spójnia Warszawa           | 4:26,6     |
| Warszawa 1971            | Danuta Wierzbowska Gwardia Olsztyn          | 4:21,4     | Bronisława Doborzyńska Zjednoczeni Olsztyn | 4:23,3     | Zofia Kołakowska Spójnia Warszawa           | 4:24,9     |
| Warszawa 1972            | Zofia Kołakowska Spójnia Warszawa           | 4:22,0     | Janina Kozicka Energetyk Poznań            | 4:23,1     | Bronisława Doborzyńska Zjednoczeni Olsztyn  | 4:24,4     |
| Warszawa 1973            | Bronisława Doborzyńska Gwardia Olsztyn      | 4:22,5     | Izabela Mróz MKS-AZS Warszawa              | 4:23,3     | Zofia Kołakowska Gwardia Olsztyn            | 4:23,5     |
| Warszawa 1974            | Czesława Surdel Budowlani Szczecin          | 4:17,0     | Renata Pentlinowska Neptun Gdańsk          | 4:17,4     | Bronisława Ludwichowska Gwardia Olsztyn     | 4:17,4     |
| Bydgoszcz 1975           | Bronisława Ludwichowska Gwardia Olsztyn     | 4:17,6     | Elżbieta Katolik Wisła Kraków              | 4:17,8     | Renata Pentlinowska Neptun Gdańsk           | 4:18,2     |
| Bydgoszcz 1976           | Bronisława Ludwichowska Gwardia Olsztyn     | 4:14,6     | Urszula Prasek Pomorze Stargard            | 4:16,0     | Celina Magala Budowlani Kielce              | 4:16,8     |
| Bydgoszcz 1977           | Celina Sokołowska Wisła Kraków              | 4:18,6     | Bronisława Ludwichowska Gwardia Olsztyn    | 4:20,2     | Ewa Kuty Oleśniczanka                       | 4:20,7     |
| Warszawa 1978            | Jolanta Januchta Gwardia Warszawa           | 4:17,2     | Anna Bukis Skra Warszawa                   | 4:17,9     | Celina Sokołowska Wisła Kraków              | 4:19,0     |
| Poznań 1979              | Celina Sokołowska Wisła Kraków              | 4:21,5     | Maria Chwaszczyńska Kociewie Starogard     | 4:21,7     | Anna Bukis Skra Warszawa                    | 4:23,1     |
| Łódź 1980                | Anna Bukis Skra Warszawa                    | 4:10,12    | Stanisława Fedyk Śląsk Wrocław             | 4:16,32    | Ewa Szydłowska Piast Gliwice                | 4:16,76    |
| Zabrze 1981              | Stanisława Fedyk Śląsk Wrocław              | 4:18,61    | Wanda Panfil Lechia Tomaszów Mazowiecki    | 4:19,12    | Celina Sokołowska Wisła Kraków              | 4:19,78    |
| Lublin 1982              | Maria Bąk Pomorze Stargard                  | 4:17,40    | Wanda Panfil Lechia Tomaszów Mazowiecki    | 4:18,55    | Stanisława Fedyk Śląsk Wrocław              | 4:19,54    |
| Bydgoszcz 1983           | Jolanta Januchta Gwardia Warszawa           | 4:13,63    | Maria Bąk Pomorze Stargard                 | 4:14,62    | Wanda Panfil Lechia Tomaszów Mazowiecki     | 4:16,79    |
| Lublin 1984              | Danuta Piotrowska Pomorze Stargard          | 4:16,06    | Wanda Panfil Lechia Tomaszów Mazowiecki    | 4:16,74    | Anna Rybicka AZS Wrocław                    | 4:18,85    |
| Bydgoszcz 1985           | Barbara Klepka Start Lublin                 | 4:15,64    | Wanda Panfil Lechia Tomaszów Mazowiecki    | 4:15,70    | Grażyna Kowina Kłos Olkusz                  | 4:15,80    |
| Grudziądz 1986           | Barbara Klepka Start Lublin                 | 4:19,31    | Wanda Panfil Lechia Tomaszów Mazowiecki    | 4:20,14    | Anna Rybicka AZS Wrocław                    | 4:21,24    |
| Poznań 1987              | Anna Rybicka AZS Wrocław                    | 4:16,14    | Aniela Nikiel Górnik Brzeszcze             | 4:16,66    | Grażyna Kowina Kłos Olkusz                  | 4:16,85    |
| Grudziądz 1988           | Małgorzata Rydz Budowlani Częstochowa       | 4:14,00    | Grażyna Kowina Kłos Olkusz                 | 4:14,43    | Zofia Więciorkowska AZS Olsztyn             | 4:16,07    |
| Kraków 1989              | Małgorzata Rydz Budowlani Częstochowa       | 4:15,72    | Dorota Buczkowska Start Lublin             | 4:17,02    | Grażyna Kowina Kłos Olkusz                  | 4:18,01    |
| Piła 1990                | Małgorzata Rydz Budowlani Częstochowa       | 4:13,62    | Dorota Kata Budowlani Częstochowa          | 4:16,33    | Joanna Siemieniuk AZS-AWF Wrocław           | 4:19,68    |
| Kielce 1991              | Małgorzata Rydz Budowlani Częstochowa       | 4:10,16    | Anna Brzezińska Gwardia Opole              | 4:11,42    | Lidia Camberg AZS-AWF Katowice              | 4:13,40    |
| Warszawa 1992            | Małgorzata Rydz Budowlani Częstochowa       | 4:12,50    | Anna Brzezińska Gwardia Opole              | 4:13,54    | Dorota Kata Budowlani Częstochowa           | 4:16,07    |
| Kielce 1993              | Małgorzata Rydz Budowlani Częstochowa       | 4:08,98    | Marta Kosmowska Gwardia Warszawa           | 4:13,07    | Renata Sobiesiak Polkolor Piaseczno         | 4:16,70    |
| Piła 1994                | Małgorzata Rydz Budowlani Częstochowa       | 4:14,46    | Anna Jakubczak Skra Warszawa               | 4:15,58    | Lidia Chojecka WLKS Siedlce                 | 4:20,65    |
| Warszawa 1995            | Małgorzata Rydz Budowlani Częstochowa       | 4:20,13    | Anna Jakubczak Skra Warszawa               | 4:21,54    | Ernestyna Kopeć Wawel Kraków                | 4:21,91    |
| Piła 1996                | Małgorzata Rydz Budowlani Częstochowa       | 4:17,24    | Anna Jakubczak Skra Warszawa               | 4:18,22    | Renata Sobiesiak Eris Piaseczno             | 4:20,39    |
| Bydgoszcz 1997           | Małgorzata Rydz AZS-AWF Kraków              | 4:16,12    | Anna Jakubczak Skra Warszawa               | 4:16,64    | Dorota Fiut Zawisza Bydgoszcz               | 4:17,50    |
| Wrocław 1998             | Anna Jakubczak Skra Warszawa                | 4:13,87    | Lidia Chojecka WLKS Siedlce                | 4:15,87    | Grażyna Penc Stal Stalowa Wola              | 4:16,49    |
| Kraków 1999              | Lidia Chojecka WLKS Siedlce                 | 4:14,50    | Anna Jakubczak Skra Warszawa               | 4:14,63    | Justyna Bąk Znicz Biłgoraj                  | 4:18,26    |
| Kraków 2000              | Lidia Chojecka WLKS Siedlce                 | 4:07,16    | Anna Jakubczak Skra Warszawa               | 4:08,28    | Małgorzata Jamróz Eris Piaseczno            | 4:16,31    |
| Bydgoszcz 2001           | Justyna Bąk Skra Warszawa                   | 4:15,37    | Małgorzata Jamróz Warszawianka             | 4:15,60    | Dorota Fiut Skra Warszawa                   | 4:17,76    |
| Szczecin 2002            | Lidia Chojecka Pogoń Siedlce                | 4:15,14    | Anna Jakubczak Skra Warszawa               | 4:16,21    | Małgorzata Jamróz Warszawianka              | 4:18,07    |
| Bielsko-Biała 2003       | Justyna Lesman Olimpia Poznań               | 4:16,38    | Anna Jakubczak Skra Warszawa               | 4:16,42    | Małgorzata Jamróz Warszawianka              | 4:18,58    |
| Bydgoszcz 2004           | Anna Jakubczak Agros Zamość                 | 4:18,85    | Wioletta Janowska AZS-AWF Kraków           | 4:19,27    | Lidia Chojecka Pogoń Siedlce                | 4:19,95    |
| Biała Podlaska 2005      | Wioletta Janowska AZS-AWF Kraków            | 4:10,23    | Justyna Lesman Olimpia Poznań              | 4:15,55    | Małgorzata Jamróz Warszawianka              | 4:21,90    |
| Bydgoszcz 2006           | Sylwia Ejdys AZS-AWF Wrocław                | 4:18,32    | Anna Jakubczak Agros Zamość                | 4:18,82    | Justyna Lesman Olimpia Poznań               | 4:19,25    |
| Poznań 2007              | Sylwia Ejdys AZS-AWF Wrocław                | 4:15,56    | Dominika Główczewska SKLA Sopot            | 4:18,21    | Agnieszka Miernik WLKS Wrocław              | 4:20,30    |
| Szczecin 2008            | Sylwia Ejdys AZS-AWF Wrocław                | 4:15,56    | Renata Pliś Maraton Świnoujście            | 4:16,29    | Anna Jakubczak Agros Zamość                 | 4:17,72    |
| Bydgoszcz 2009           | Sylwia Ejdys Śląsk Wrocław                  | 4:07,38    | Renata Pliś Maraton Świnoujście            | 4:11,62    | Anna Jakubczak Agros Zamość                 | 4:16,60    |
| Bielsko-Biała 2010       | Sylwia Ejdys Śląsk Wrocław                  | 4:13,13    | Renata Pliś Maraton Świnoujście            | 4:13,84    | Lidia Chojecka Warszawianka                 | 4:15,54    |
| Bydgoszcz 2011           | Angelika Cichocka Talex Borzytuchom         | 4:15,84    | Katarzyna Broniatowska AZS-AWF Kraków      | 4:17,10    | Anna Jakubczak-Pawelec Agros Zamość         | 4:18,17    |
| Bielsko-Biała 2012       | Renata Pliś Maraton Świnoujście             | 4:06,96    | Lidia Chojecka Pogoń Siedlce               | 4:07,86 SB | Danuta Urbanik Victoria Stalowa Wola        | 4:08,32 PB |
| Toruń 2013               | Renata Pliś Maraton Świnoujście             | 4:09,30    | Danuta Urbanik Victoria Stalowa Wola       | 4:10,01    | Katarzyna Broniatowska AZS-AWF Kraków       | 4:10,46    |
| Szczecin 2014            | Angelika Cichocka Talex Borzytuchom         | 4:09,19    | Renata Pliś Maraton Świnoujście            | 4:09,97    | Danuta Urbanik Victoria Stalowa Wola        | 4:10,16    |
| Kraków 2015              | Sofia Ennaoui Lubusz Słubice                | 4:12,12    | Angelika Cichocka SKLA Sopot               | 4:12,71    | Danuta Urbanik Victoria Stalowa Wola        | 4:13,73 SB |
| Bydgoszcz 2016           | Angelika Cichocka SKLA Sopot                | 4:08,48    | Sofia Ennaoui MKL Szczecin                 | 4:09,16    | Danuta Urbanik Victoria Stalowa Wola        | 4:09,24    |
| Białystok 2017           | Sofia Ennaoui MKL Szczecin                  | 4:16,66    | Danuta Cieślak Victoria Stalowa Wola       | 4:22,08    | Paulina Kaczyńska Pomorze Stargard          | 4:08,48    |
| Lublin 2018              | Sofia Ennaoui MKL Szczecin                  | 4:13,12    | Katarzyna Broniatowska AZS-AWF Kraków      | 4:16,37 SB | Paulina Kaczyńska Pomorze Stargard          | 4:17,13    |
| Radom 2019               | Sofia Ennaoui AZS UMCS Lublin               | 4:13,07    | Martyna Galant OŚ AZS Poznań               | 4:14,72    | Katarzyna Broniatowska AZS-AWF Kraków       | 4:17,61    |
| Włocławek 2020           | Sofia Ennaoui AZS UMCS Lublin               | 4:15,89 SB | Klaudia Kazimierska Vectra Włocławek       | 4:18,25    | Renata Pliś Maraton Świnoujście             | 4:19,41    |
| Poznań 2021              | Eliza Megger LKS Pszczyna                   | 4:11,48    | Martyna Galant OŚ AZS Poznań               | 4:11,73    | Beata Topka ULKS Talex Borzytuchom          | 4:12,00 PB |
| Suwałki 2022             | Sofia Ennaoui AZS UMCS Lublin               | 4:30,22    | Eliza Megger LKS Pszczyna                  | 4:30,98    | Aleksandra Płocińska Kondycja Piaseczno     | 4:31,25    |
| Gorzów Wielkopolski 2023 | Aleksandra Płocińska SRS Kondycja Piaseczno | 4:17,98    | Weronika Lizakowska KUKS Remus Kościerzyna | 4:18,21    | Eliza Megger LKS Pszczyna                   | 4:18,25    |
| Bydgoszcz 2024           | Klaudia Kazimierska LKS Vectra Włocławek    | 4:10,96    | Weronika Lizakowska KUKS Remus Kościerzyna | 4:11,91    | Aleksandra Płocińska SRS Kondycja Piaseczno | 4:12,38    |

## Klasyfikacja medalowa
W historii mistrzostw Polski seniorów na podium tej imprezy stanęło w sumie 58 biegaczek. Najwięcej medali – 14 – wywalczyła Anna Jakubczak-Pawelec, a najwięcej złotych (10) – Małgorzata Rydz. W tabeli kolorem wyróżniono zawodniczki, którzy wciąż są czynnymi lekkoatletkami.
| Lp. | Zawodniczka             | Złoto | Srebro | Brąz | Razem |
| 1.  | Małgorzata Rydz         | 10    | 0      | 0    | 10    |
| 2.  | Sofia Ennaoui           | 6     | 1      | 0    | 7     |
| 3.  | Sylwia Ejdys            | 5     | 0      | 0    | 5     |
| 4.  | Lidia Chojecka          | 3     | 2      | 3    | 8     |
| 5.  | Bronisława Ludwichowska | 3     | 2      | 2    | 7     |
| 6.  | Angelika Cichocka       | 3     | 1      | 0    | 4     |
| 7.  | Zofia Kołakowska        | 3     | 0      | 3    | 6     |
| 8.  | Anna Jakubczak-Pawelec  | 2     | 9      | 3    | 14    |
| 9.  | Renata Pliś             | 2     | 4      | 1    | 7     |
| 10. | Celina Sokołowska       | 2     | 0      | 3    | 5     |
| 11. | Jolanta Januchta        | 2     | 0      | 0    | 2     |
| 11. | Barbara Klepka          | 2     | 0      | 0    | 2     |
| 11. | Danuta Wierzbowska      | 2     | 0      | 0    | 2     |
| 14. | Maria Bąk               | 1     | 2      | 0    | 3     |
| 15. | Anna Bukis              | 1     | 1      | 1    | 3     |
| 15. | Stanisława Fedyk        | 1     | 1      | 1    | 3     |
| 15. | Justyna Lesman          | 1     | 1      | 1    | 3     |
| 15. | Eliza Megger            | 1     | 1      | 1    | 3     |
| 19. | Wioletta Frankiewicz    | 1     | 1      | 0    | 2     |
| 19. | Klaudia Kazimierska     | 1     | 1      | 0    | 2     |
| 21. | Aleksandra Płocińska    | 1     | 0      | 2    | 3     |
| 21. | Anna Rybicka            | 1     | 0      | 2    | 3     |
| 23. | Justyna Bąk             | 1     | 0      | 1    | 2     |
| 24. | Dorota Piotrowska       | 1     | 0      | 0    | 1     |
| 24. | Czesława Surdel         | 1     | 0      | 0    | 1     |
| 26. | Wanda Panfil            | 0     | 5      | 1    | 6     |
| 27. | Danuta Cieślak          | 0     | 2      | 3    | 5     |
| 28. | Katarzyna Broniatowska  | 0     | 2      | 2    | 4     |
| 29. | Anna Brzezińska         | 0     | 2      | 0    | 2     |
| 29. | Martyna Galant          | 0     | 2      | 0    | 2     |
| 29. | Elżbieta Katolik        | 0     | 2      | 0    | 2     |
| 29. | Weronika Lizakowska     | 0     | 2      | 0    | 2     |
| 33. | Małgorzata Jamróz       | 0     | 1      | 4    | 5     |
| 34. | Grażyna Kowina          | 0     | 1      | 3    | 4     |
| 35. | Jadwiga Kalinowska      | 0     | 1      | 1    | 2     |
| 35. | Dorota Kata             | 0     | 1      | 1    | 2     |
| 35. | Renata Pentlinowska     | 0     | 1      | 1    | 2     |
| 38. | Dorota Buczkowska       | 0     | 1      | 0    | 1     |
| 38. | Dominika Główczewska    | 0     | 1      | 0    | 1     |
| 38. | Marta Kosmowska         | 0     | 1      | 0    | 1     |
| 38. | Janina Kozicka          | 0     | 1      | 0    | 1     |
| 38. | Izabela Mróz            | 0     | 1      | 0    | 1     |
| 38. | Aniela Nikiel           | 0     | 1      | 0    | 1     |
| 38. | Urszula Prasek          | 0     | 1      | 0    | 1     |
| 38. | Krystyna Sładek         | 0     | 1      | 0    | 1     |
| 46. | Dorota Fiut             | 0     | 0      | 2    | 2     |
| 46. | Paulina Kaczyńska       | 0     | 0      | 2    | 2     |
| 46. | Renata Sobiesiak        | 0     | 0      | 2    | 2     |
| 49. | Lidia Camberg           | 0     | 0      | 1    | 1     |
| 49. | Ernestyna Kopeć         | 0     | 0      | 1    | 1     |
| 49. | Ewa Kuty                | 0     | 0      | 1    | 1     |
| 49. | Agnieszka Miernik       | 0     | 0      | 1    | 1     |
| 49. | Grażyna Penc            | 0     | 0      | 1    | 1     |
| 49. | Joanna Siemieniuk       | 0     | 0      | 1    | 1     |
| 49. | Ewa Szydłowska          | 0     | 0      | 1    | 1     |
| 49. | Beata Topka             | 0     | 0      | 1    | 1     |
| 49. | Zofia Więciorkowska     | 0     | 0      | 1    | 1     |
| 49. | Jadwiga Żuk             | 0     | 0      | 1    | 1     |

## Zmiany nazwisk
Niektóre zawodniczki w trakcie kariery lekkoatletycznej zmieniały nazwiska. Poniżej podane są najpierw nazwiska panieńskie, a następnie po mężu:
Maria Chwaszczyńska  → Maria Bąk
Bronisława Doborzyńska  → Bronisława Ludwichowska
Stanisława Fedyk  → Stanisława Cych
Wioletta Frankiewicz → Wioletta Janowska → Wioletta Frankiewicz
Dominika Główczewska → Dominika Nowakowska
Anna Jakubczak → Anna Jakubczak-Pawelec
Dorota Kata → Dorota Ustianowska
Ernestyna Kopeć → Ernestyna Bielska
Celina Magala → Celina Sokołowska
Renata Pentlinowska  → Renata Walendziak
Elżbieta Skowrońska → Elżbieta Katolik
Renata Sobiesiak  → Renata Paradowska
Danuta Urbanik → Danuta Cieślak